# Venus (planet)
 For alternative betydninger, se Venus. (Se også artikler, som begynder med Venus)
Venus er planet nr. to i vores solsystem, talt fra Solen. Den gennemsnitlige afstand fra Solen er ca. 108 millioner km og planeten har en diameter på ca. 12100 km. Venus er den tredjemindste planet i solsystemet.
Efter Månen er Venus det mest lysstærke objekt på nattehimlen. Og fordi planeten for det meste kun kan ses om morgenen og på aftenhimmelen, kaldes den også for morgen- og aftenstjernen. Under gode forhold kan Venus ses uden kikkert op til 4 timer før solnedgang.
Venus omtales ofte som Jordens søsterplanet, idet Jorden og Venus har omtrent samme størrelse og masse. Selvom planeten har mange ligheder med Jorden, er der også markante forskelle bl.a. det atmosfæriske tryk ved overfladen, atmosfæresammensætning og rotationshastigheden.
Venus er den planet, som i løbet af dens omløbsbane kommer nærmest Jorden; den korteste afstand mellem Venus og Jorden er således 38 millioner km. Atmosfæresammensætningen er markant anderledes end Jordens og består mest af kuldioxid (96 %) og kvælstof (3,5 %), mens Jordens atmosfære har 78 % kvælstof og 21 % ilt. Ved overfladen er der på Venus et atmosfærisk tryk på ~90 atm og en gennemsnitlig temperatur på 464 °C. Det antages, at denne type atmosfære har sin oprindelse i en løbsk drivhuseffekt.
Det astrologiske symbol for Venus er ♀.

## Udforskning af Venus
Inden rumalderen troede man, at Venus gemte et miljø lignende det på Jorden under sin skydækkede overflade.[kilde mangler] Da det teknisk blev muligt at studere Venus nærmere, kunne det imidlertid konstateres, at planetens miljø afviger betydeligt fra det, der kendes på Jorden. Sovjetunionen udviklede i 1960'erne Venera-programmet, hvis formål var at sende ubemandede rumsonder til Venus, og der blev op igennem 1960'erne og 1970'ene sendt en række sonder mod Venus. Den første landing fandt sted i 1970, og i 1975 lykkedes det med Venera 9 at få billeder af overfladen sendt retur til Jorden. Grundet de ekstreme forhold på Venus har sonderne under Venera-programmet ikke været aktive i mere end højst et par timer inden tryk og varme har gjort dem ukontaktbare.
I modsætning til andre jordlignende planeter i Solsystemet, gemmer Venus sin overflade under et slør af skyer. Skyerne er ca. 50 km over overfladen og består af svovlsyre. De reflekterer lyset på samme måde som sne gør, hvilket bevirker at Venus er så klar at kigge på, set udefra. Atmosfæren under skyerne er normalt klar, men observatører på Jorden kan kun se de hvide skyer. Et berømt fænomen i Venus' atmosfære er "aske-lyset", hvor den ubelyste del af Venus kan stige i lysstyrke en måned eller to før og efter nedre konjunktion.
Konjunktion er når to himmellegemer ser ud som om de ligger tæt på hinanden, når man ser dem fra Jorden. For Merkur og Venus der ligger mellem Solen og Jordens bane, betyder konjunktion dog også hvor disse befinder sig i forhold til henholdsvis Jorden og Solen.
I nedre konjunktion befinder planeterne sig mellem Jorden og Solen, og i øvre konjunktion befinder de sig bag Solen, set fra Jorden.

## Dage og år på Venus
Venus' egenrotation (i forhold til fixstjernerne) er på 243 jorddøgn og 28 minutter (svarende til knap 8 måneder), mens at et år (tid det tager at rotere rundt om solen) på Venus tager 224 jorddøgn 16 timer og 47 minutter.
Modsat de fleste andre planeter i solsystemet har Venus retrograd rotation, dvs. den drejer sig fra øst mod vest modsat den bevægelse fra vest mod øst, som vi kender det på Jorden. En stationær observatør på Venus vil opleve at der er 117 jorddøgn mellem solopgangene (Hvis man kunne se solen) kaldet det synodiske venusdøgn.
Venus omdrejningsakse hælder desuden meget lidt i forhold til baneplanet for planetens bevægelse omkring Solen, kun 2,64 grader. Af den grund er der ikke nogen markante årstider på Venus.

## Atmosfæren
Som Jorden har Venus også en atmosfære, men denne er af en ganske anden beskaffenhed end Jordens. Den består mest af kuldioxid, CO2, som giver anledning til en stærk drivhuseffekt på Venus; temperaturerne overalt på planetens faste overflade ligger i området fra 450 til 500 grader Celsius, uanset om det er nat eller dag. Selv om Merkur kun er godt halvt så langt fra Solen som Venus, er der således varmest på den venusianske overflade.
Atmosfæretrykket ved Venus' faste overflade er mere end 90 gange det tryk, vi oplever ved jordoverfladen; det svarer til trykket i 1 kilometers dybde under havoverfladen på Jorden. Over venuslandskabet blæser der aldrig mere end en let brise, men fordi luften dér er så ekstremt tæt, kan selv sådan en brise udøve et betydeligt vindpres.

### Skyer
I højder fra 50 til 80 kilometer findes et permanent og tæt lag af skyer, som primært består af svovldioxid og svovlsyre. I toppen af dette skylag blæser vinde med omkring 350 km/t; skytoppene kan nå at blæse hele vejen rundt langs ækvator på fire dage, og det bidrager til at transportere og fordele varmen jævnt over hele planeten. Skyerne reflekterer desuden 80 % af det lys, som solen sender hen på planeten, tilbage ud i verdensrummet. Ballonsonder har opfanget radiostøj fra kraftige lynudladninger i skyerne. Lyn i en knastør atmosfære er endnu ikke forklaret.

## Liv på Venus?
Man regner med at Venus tidligere har ligget i solsystemets beboelige zone, og at der muligvis kan være spor af liv på planeten, hvilket er genstand for stor interesse.
De ekstreme forhold på planetens overflade kan i dag ikke understøtte liv, som vi kender det på Jorden. Der har været spekulationer om, at der i Venus' skylag, hvor temperaturerne ikke er så ekstreme, kunne være grundlag for liv. Det antages dog, at der ikke er tilstrækkeligt med vand i skylagene til at kunne understøtte liv, som vi kender det fra Jorden.

## Morgen- og aftenstjernen
Da Venus er tættere på Solen end Jorden, står den (set fra Jorden) aldrig langt fra Solen på himlen. Derfor ser man den ofte som en klar stjerne lige før solopgang (og omtales da ofte som "morgenstjernen") eller lige efter solnedgang ("aftenstjernen"). De bedste observationsforhold er når Venus enten er i største vestlige elongation (før solopgang) eller i største østlige elongation (efter solnedgang). I begge tilfælde er Venus 47° fra Solen. Selvom afstanden til Venus da er 102 mio. km, er det bedre end når Venus er tættest på Jorden (i nedre konjunktion; 41 mio. km), da vinkelafstanden til Solen her er nul.
Sammen med Merkur er Venus den eneste planet i vores solsystem, der ikke har nogen måne.

## Antikke civilisationers navne for planeten Venus
- Sumererne – Inanna.
- Babylonien – Ishtar.
- Fønikerne – Astarte.
- Perserne – Annhita.
- Græske bystater – Phosphorus (morgenstjerne) og Hesperus (aftenstjerne).[5]
- Romerriget – Venus (kærlighedens gudinde i romersk mytologi).
- Nordboerne – Morgunstjarna & Kvöldstjarna (usikkert[6])

## Aktive venussonder
- — Akatsuki (daggry)[7], alias Venus Climate Orbiter og Planet-C, gik i kredsløb d. 6. december 2015.[8]